# Rodolphe Cuendet
Rodolphe Cuendet (né en 1887 à Sainte-Croix (Vaud), mort le 9 février 1954 dans la même commune) est un joueur professionnel suisse de hockey sur glace.

## Carrière
Rodolphe Cuendet apprend le hockey et se fait connaître au Hockey Club Florissant, club pionnier de Genève, puis vient au Genève-Servette Hockey Club en 1913, alors que ce club plus récent devient plus professionnel. Il y fera toute sa carrière, à part un bref passage au Hockey Club Saint-Moritz pendant la saison 1917-1918.
Il est dans l'équipe de Suisse aux Jeux olympiques de 1920 à Anvers. Il participe aux matchs au quart de finale contre les États-Unis puis contre la Suède lors de la troisième phase pour la médaille de bronze.